# Sonata per pianoforte n. 2 (Šostakovič)
La Sonata per pianoforte n. 2 in si minore, Op. 61 fu composta nel 1943 da Dmitrij Dmitrievič Šostakovič a Samara, dove era stato evacuato a causa dell'Assedio di Leningrado e fu presentata in anteprima dallo stesso Šostakovič il 6 giugno, subito dopo essersi trasferito a Mosca. Fu la sua prima composizione per pianoforte dai Ventiquattro preludi Op. 34 del 1933.

## Storia
Di Šostakovič sono rimaste due sonate per pianoforte (tre, se si includono le sonate per pianoforte del Conservatorio di San Pietroburgo, che sembra siano state distrutte e perdute). La n. 2 fu scritta tra la Sinfonia n. 7 e 8. La composizione iniziò nel gennaio del 1943, quando Šostakovič era stato evacuato a Kuybyshev (ora Samara) per evitare la guerra, e apparentemente molte parti furono composte nella città (era incompleta in quel momento). Fu completata il 17 marzo dello stesso anno nel sanatorio di Arkhangelskoye, vicino a Mosca. La prima fu eseguita a Mosca il 6 giugno dello stesso anno, sul pianoforte del compositore. Poiché l'insegnante di pianoforte di Šostakovič al Conservatorio di San Pietroburgo, Leonid Nikolayev, era morto l'anno precedente l'11 ottobre, la sonata è stata dedicata alla sua memoria.
Originally, it was planned to be composed of four movements, but Šostakovič had a hard time composing this piece. For example, the composition was changed to three movements. It seems that there are traces of many deletions and corrections in the autograph. The reputation after the premiere was low and unpopular, and Šostakovič denied the work as "dust-like work" or "improvisation." His Piano Sonata No. 1 from 1926 experienced the same kind of treatment. This suggested that this area was unsuitable for Šostakovič.
His second sonata was performed more often than the first. There are a number of recordings including one by the famous pianist Ėmil' Grigor'evič Gilel's.
Inizialmente si pensava che fosse composta da quattro movimenti, ma Šostakovič ebbe difficoltà a comporre questo pezzo. Ad esempio, la composizione fu cambiata in tre movimenti. Sembra che ci siano tracce di molte cancellazioni e correzioni nell'autografo. La reputazione dopo la prima fu bassa e impopolare e Šostakovič negò il lavoro come "lavoro come polvere" o "improvvisazione". La sua Sonata per pianoforte n. 1 del 1926 subì lo stesso tipo di trattamento. Ciò ha suggerito che questo non era il campo più adatto a Šostakovič.
La sua seconda sonata è stata eseguita più spesso della prima. Esistono numerose registrazioni, tra cui una del famoso pianista Ėmil' Grigor'evič Gilel's.

## Struttura
Dedicato al suo ex insegnante Leonid Nikolayev, si compone di tre movimenti con le seguenti notazioni:
- Allegretto
- Largo
- Moderato